# Amerikai indián nyelvek
Az amerikai indián nyelvek száma több ezerre tehető. Nagy részük rokonsági viszonyai, a nyelvek és nyelvjárások elhatárolása, sőt elnevezéseik használata is bizonytalan.

## Észak-amerikai indián nyelvek

### Az észak-amerikai régió nyelvcsaládjai

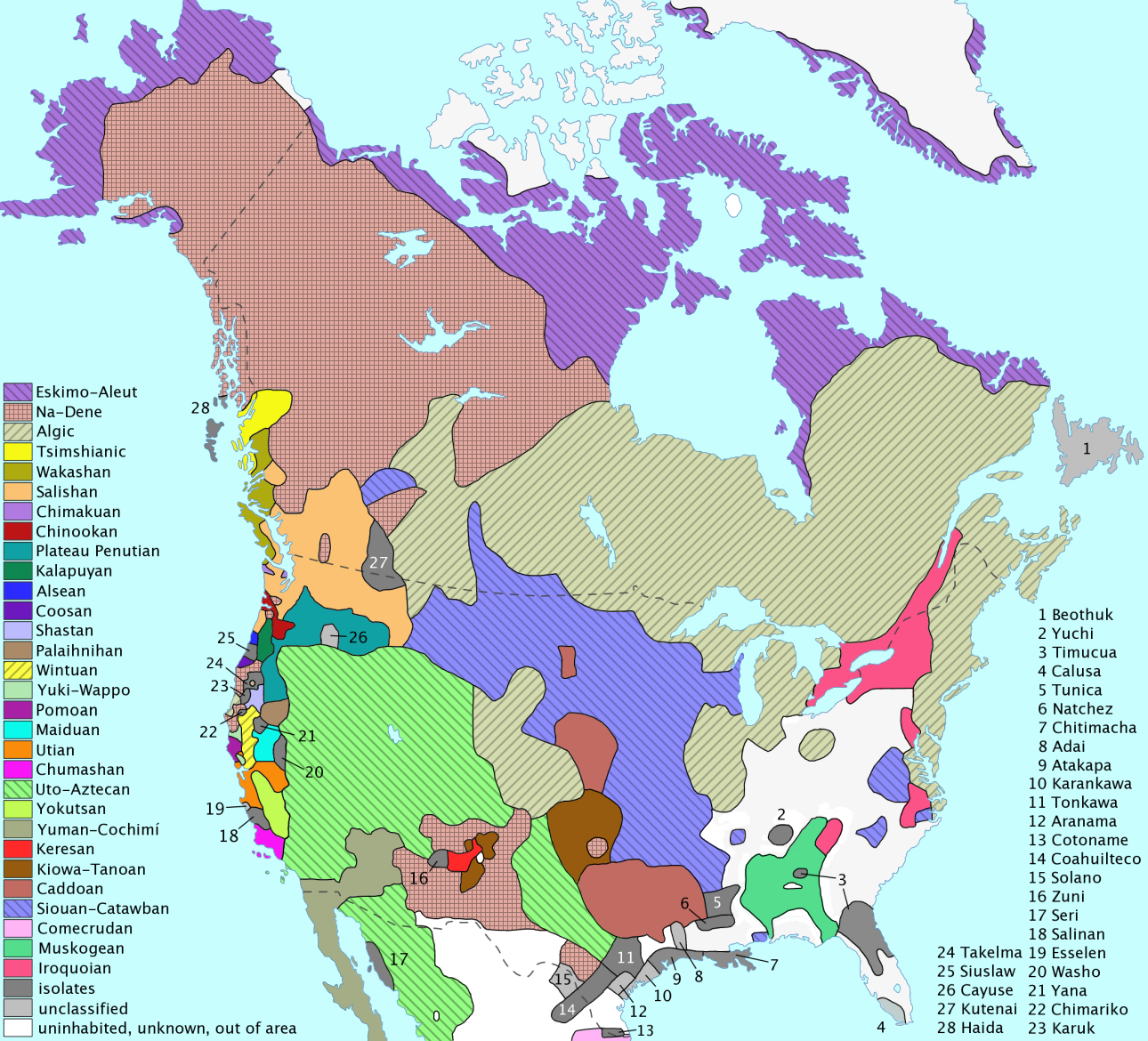
Az észak-amerikai régió nyelvcsaládjainak kiterjedése a 16. század körül

Nagyobb nyelvcsaládok (zárójelben a nyelvek száma):
1. Algonkin nyelvcsalád (30)
  - Algonkin ág
    - Odzsibva nyelvek
      - Algonkin nyelv

    - Potavatomi nyelv
    - Sájen nyelv (cheyenne)
    - Krí nyelv
2. Irokéz nyelvcsalád (11)
  - Északi ág
    - Szeneka nyelv
    - Mohauk nyelv (mohawk)
    - Oneida nyelv

  - Déli ág
    - Cseroki nyelv (cherokee)
3. Juto-azték nyelvcsalád (33)
  - Északi (jute) ág
    - Jute nyelv
    - Hopi nyelv
    - Komancs nyelv
    - Pajút nyelv
    - Sosón nyelv

  - Déli (azték) ág 
    - Pima nyelvek
      - Papago nyelv
      - Pima nyelv

    - Azték nyelvek, lásd: közép-amerikai nyelvek!
4. Na-dene nyelvcsalád (39)
  - Atapaszka nyelvek
    - Északi atapaszka ág
      - Dene nyelvek

    - Déli atapaszka vagy apacs ág
      - Navahó nyelv
      - Síksági apacs nyelv (kihalt)

  - Tlingit nyelv
5. Sziú nyelvcsalád (19)
  - Varjú (crow) nyelv
  - Hidatsza nyelv
  - Manda sziú (manda)
  - Dakota nyelvek
    - Sziú nyelv (lakota, keleti és nyugati dakota)
    - Assziniboin nyelv
    - Sztóni nyelv

  - Csivere-vinnebégo nyelvek
    - Csivere
    - Vinnebégo

  - Degiha nyelvek
    - Omaha-ponka
    - Kansza-oszage
    - Kvapa

  - Virginiai sziú nyelvek
  - Mississippi sziú nyelvek (Ofo-biloxi) (†)

Kisebb nyelvcsaládok:
1. Cimsia nyelvek (2)
2. Csimakva nyelvek (2)
3. Csinuka nyelvek (3)
4. Jokuca nyelvek (3)
5. Juma-kocsimi nyelvek (11)
6. Kadó vagy kaddoa nyelvek (5)
7. Kereszi nyelvek (2)
8. Kiova-tano nyelvek (7)
9. Maidua nyelvek (4)
10. Maszkagí vagy muszkogea nyelvek (9)
11. Palaihniha nyelvek (2)
12. Pomo nyelvek (7)
13. Sahapvailuta nyelvek (Plateau Penutian) (4)
14. Szelis nyelvek (23)
15. Vakasa nyelvek (7)
16. Uti nyelvek (15)
17. Vintua nyelvek (4)

Rokontalan nyelvek:
1. Haida nyelv
2. Jucsi nyelv
3. Karok nyelv
4. Kutenai nyelv
5. Vasó nyelv
6. Zuni nyelv

Kihalt nyelvek és nyelvcsoportok (meghatározhatatlan rokonságúak):
1. Adai nyelv
2. Alszea nyelvek (2)
3. Atakapa nyelv
4. Beothuk nyelv
5. Kajusze nyelv
6. Csimariko nyelv
7. Csitimacsa nyelv
8. Csumasa nyelvek (6)
9. Koahuilteko nyelv
10. Kusza nyelvcsalád (2)
11. Komekruda nyelvek (3)
12. Kotoname nyelv
13. Esszelen nyelv
14. Jana language
15. Juki-Vappo nyelvek (2)
16. Kalapuja nyelvek (3)
17. Karankava nyelv
18. Nacsez nyelv
19. Saszta nyelvek (4)
20. Szalina nyelv
21. Sziuszlav nyelv
22. Szolano nyelv
23. Takelma nyelv
24. Timukva nyelv
25. Tonkava nyelv
26. Tunika nyelv

### A közép-amerikai régió nyelvcsaládjai
- Juto-azték nyelvek (Lásd még: észak-amerikai régió!)
  - Azték nyelvek
    - azték (náhuatl)
- Tekisztlaték nyelvek
- Tlapanék nyelvek
- Oto-pame nyelvek
- Popoloka (maszaték) nyelvek
- Mihték nyelvek
- Szapoték nyelvek
- Csinanték nyelvek
- Mihe-Szoke nyelvek
- Totonák nyelvek
- Maja nyelvcsalád
- Huave nyelv
- Taraszko nyelv

## Dél-amerikai indián nyelvek
- Makro-csibcsa nyelvek
- Arawak nyelvek
- Karibi nyelvek
- Tupi nyelvcsalád
  - Tupi-guarani alcsalád
    - guarani
    - jopará (spanyollal kevert guarani)
- Makro-zsé nyelvek
- Kecsumara nyelvek
  - kecsua
- Tucanói nyelvek
- Makro-pano-takani nyelvek